# 倉敷貨物ターミナル駅
倉敷貨物ターミナル駅（くらしきかもつターミナルえき）は、岡山県倉敷市水島西通二丁目にある水島臨海鉄道水島本線の貨物駅である。貨物駅だが車両基地が併設されており、旅客列車用車両が乗り入れている。

## 歴史
- 1965年（昭和40年）8月20日：倉敷市営鉄道の川鉄前駅が開業。
  - 駅名の「川鉄」は、駅西側にあるJFEスチールの前身、川崎製鉄の略称である。
- 1970年（昭和45年）4月1日：水島臨海鉄道に移管。
- 1983年（昭和58年）4月1日：倉敷貨物ターミナル駅開業。川鉄前駅廃止。
- 1996年（平成8年）5月14日：当駅発の軽自動車輸送開始。
- 1998年（平成10年）9月1日：水島新車点検物流センター完成。

## 駅構造
地上駅。水島臨海鉄道の車両基地や運転区、CTCセンターが構内に置かれている。そのため、車両の留置が行われている。
車両基地の南側に、三菱自動車水島新車点検物流センターが置かれている。ここでは沿線にある同社水島製作所で生産された自動車にカーオーディオなどのオプション用品を取り付ける作業が行われており、一部の軽自動車は併設されたモータープールから12フィート鉄道コンテナに積載され、鉄道輸送されている。
なお、当駅は車扱貨物のみを取り扱っている。コンテナ貨物は取り扱っていないため、軽自動車搭載のコンテナは東水島駅発送扱いとされる。
また、駅西側へ伸びるJFEスチール西日本製鉄所倉敷地区への専用鉄道が残っているが、JFEスチールの敷地入り口前で完全に途切れているので、JFEスチール構内への出入りは一切できない。なおJFEスチール構内には、製鉄所特有の専用鉄道が広範囲にわたり敷設され、この専用鉄道で使用されている各種特殊貸車や、機関車などの車両を新規に入れ替え配備するルートは、海上輸送で行われている。

## JR貨物の輸送障害発生時の対応機能整備
JR貨物においては、2000年代後期頃から災害による貨物鉄道路線の被災・不通の頻度が増加し、復旧に長期間を要するケースも増え、輸送障害の増加・長期化がJR貨物の営業・経営に大きく悪影響を及ぼすようになった。特に、山陽線においては鉄道による迂回輸送ルートの設定が困難であり、JR貨物はトラックや海運による代行輸送体制の確立を図ることとした。当駅においては、山陽線で輸送障害が発生した際に、岡山貨物ターミナル駅を補完する代行輸送の継送拠点として機能できるよう、2025年（令和7年）にJR貨物、水島臨海鉄道、国土交通省、関係地方公共団体、利用運送事業者によるBCP策定の検討会が構成され、検討が行われた。
当駅は、岡山貨物ターミナル駅の継送能力に限界があることから、同駅を補完する船舶代行拠点機能を担うこととされ、水島臨海鉄道に対し発災を想定した輸送計画の策定、荷役作業の想定および調整への協力が求められることとなった。代行船舶の発着は近隣の水島港玉島地区の利用を想定し、輸送障害発生時には港湾バース・荷役体制を早期に確立するよう、利用運送事業者と港湾荷役事業者による調整を行い、荷役体制を確保の上港湾荷役事業者を通じて港湾管理者に速やかにバース使用許可を申請することとされ、港湾管理者も迅速な許可に協力することとされた。船舶代行への接続が想定される当駅発着列車については、 荷役作業等への対応が概ね可能であることも確認された。

## 駅周辺
駅周辺は水島臨海工業地帯で、多くの大規模工場が集まっている。

## 1985年時の常備貨車
- 三菱石油所有
  - タキ1500形（石油類（ガソリン除く）専用）9両
  - タキ2100形（石油類（ガソリン除く）専用）4両
  - タキ9800形（石油類（ガソリン除く）専用）9両
  - タキ3000形（ガソリン専用）38両
  - タキ9900形（ガソリン専用）6両
  - タキ35000形（ガソリン専用）29両
  - タキ1800形（ベンゾール専用）1両

（出典：「昭和60年版私有貨車番号表」『トワイライトゾーンMANUAL13』ネコ・パブリッシング、2004年）

## その他
- 2019年（令和元年）10月27日に実施した、「2019 鉄道の日記念フェスタ」で4両編成[注釈 1]の気動車が当駅に乗入れる企画が行われた[4]。当駅では（前述した）4両編成にキハ205を連結した5両編成の写真撮影会や岡山のご当地グルメを楽しむ企画などが開催された[4]。

## 隣の駅
水島臨海鉄道
水島本線
三菱自工前駅（MR9） - 倉敷貨物ターミナル駅